# Jørgen Bielke
Jørgen Bielke (født 2. juni 1621 på Ellingaard, død 17. februar 1696) til Hovinsholm og Trudsholm var en dansk officer.
Jørgen Bielke var søn af Jens Aagesen Bielke. Han var i sin ungdom i fransk krigstjeneste, men vendte 1644 tilbage til fædrelandet og deltog som kaptajn i Hannibalsfejden. Senere var han i kejserlig tjeneste, kom hjem i Christian 4.s sidste levedage og blev efter at være benyttet i forskellige diplomatiske Hverv lensherre i Norge. Idde og Markers Len, som han 1648 fik, ombyttede han 1654 med Agdesiden og dette igen 1657 med Bratsberg. Dog synes han i den første del af denne tid for det meste at have opholdt sig i København.

## Deltagelse i Karl Gustav-krigene
Da krigen med Sverige udbrød 1657, overtog han som generalkrigskommissarius befaling over de nordenfjeldske tropper og erobrede Jemtland og Herjedalen. Da en svensk hær brød ind i Bohuslen, ilede han det søndenfjeldske til undsætning med 2.000 mand og ville herved have nødt den svenske hær til tilbagetog. Efter Roskildefreden begav han sig til Danmark, hvor han forestillede Frederik 3. den fare, hvori Norge befandt sig. Da det ikke lykkedes ham at gøre dette indlysende for kongen, vendte han tilbage til Norge, hvor han på egen hånd sammen med statholder Niels Trolle traf de foranstaltninger, han anså nødvendige i anledning af det forventede fredsbrud.
Da krigen i august 1658 udbrød på ny, havde han straks sin operationsplan færdig, der gik ud på tilbageerobringen af Trondhjems Len. Selv førte han overbefalingen i Kampen om Halden, hvor Harald Stake nødtes til tilbagetog, og ved det indfald, som i oktober 1659 foretoges ind i Bohuslen. I det hele tilskrev Bielke sig selv æren for, at han ved de af ham trufne forsvarsforanstaltninger havde reddet Norge for kongehuset.

## Efter Karl Gustav-krigene
Efter krigen og statsforandringen 1660 fik Bielke flere af rigets højeste værdigheder, men som en af kronens store kreditorer var han ikke altid velset af kongehuset, lige som han mistænktes for at være Corfitz Ulfeld’s medvider. Dette hindrede dog ikke, at han blev benyttet i forskellige reformkommissioner. Sin højeste indflydelse nåede han under Griffenfelds styrelse, ved dennes fald ramtes han af kongens unåde. Denne var dog for hans eget vedkommende forbigående, hvor imod hans hustru, Magdalena Sybilla Gersdorff, der havde været Griffenfeld’s fortrolige veninde, forvistes fra København. Efterhånden mistede han sine forskellige høje stillinger som statholder på Sjælland og overkommandant i København og havde til sidst alene amtmandskabet over Kalundborg tilbage.
Bielke, der engang havde været en meget rig mand, forarmedes ved sine lån til kronen og døde i nærmest trængende kår.